# 蘇埃韋山脈

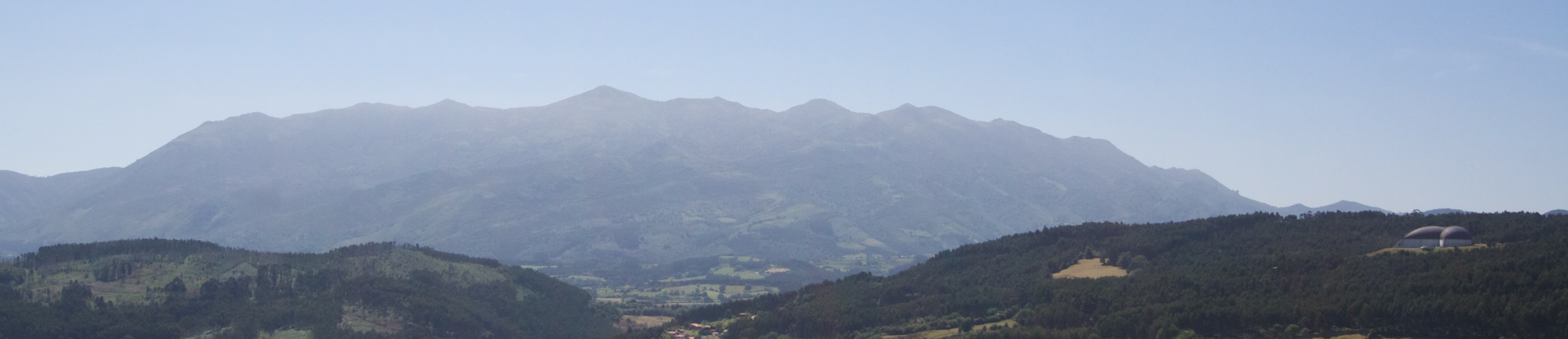

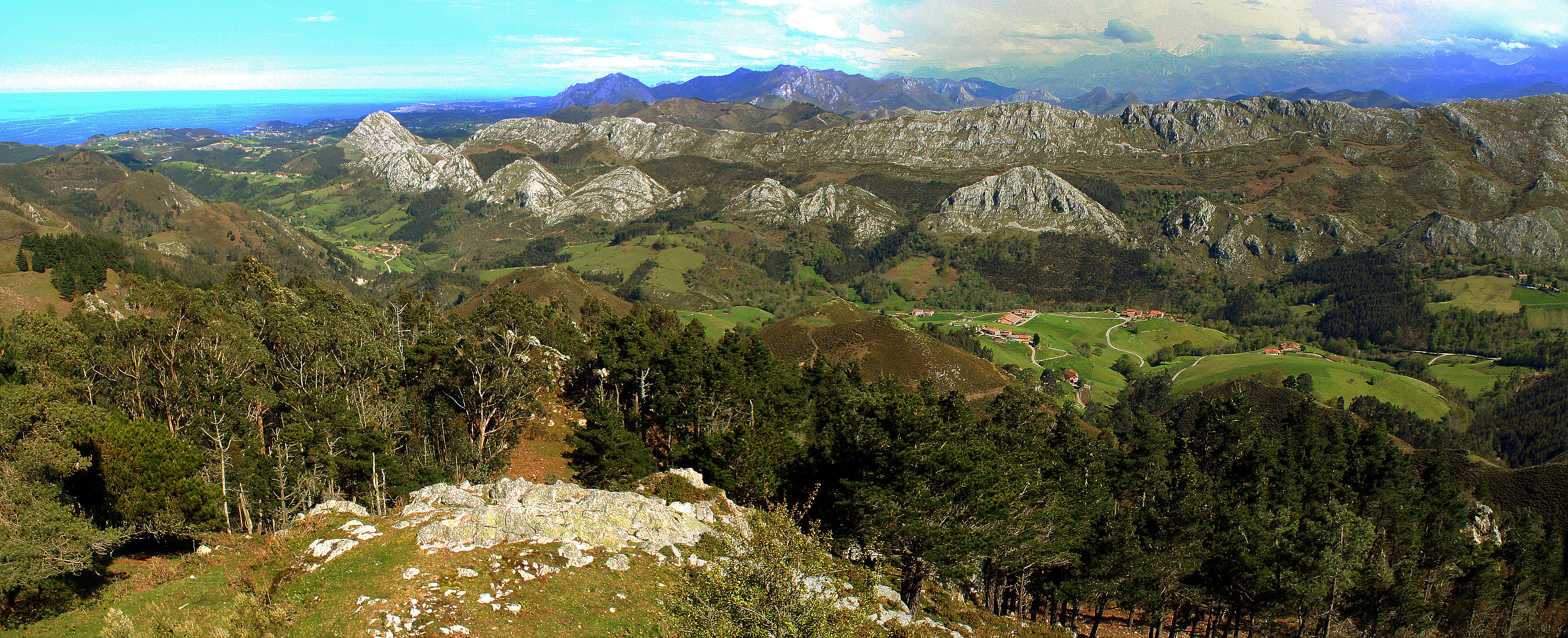

43°28′48″N 5°14′32″W / 43.48000°N 5.24222°W
蘇埃韋山脈（西班牙語：Sierra del Sueve），是西班牙的山脈，位於該國北部阿斯圖里亞斯，屬於坎塔布連山脈的一部分，長25公里、寬9公里，最高點海拔高度1,161米，山體由石灰岩組成。